# Іван Мрквичка
Іван Мрквичка (чеськ. Ivan Mrkvička болг. Иван Мърквичка, народився як Ян Вацлав Мрквичка; 23 квітня 1856 — 16 травня 1938) — чеський художник, активний учасник мистецького життя незалежної Болгарії наприкінці 19 — початку 20 століття. Його вважають одним із засновників сучасної болгарської образотворчої традиції.

## Біографія
Народився в селі Відім біля міста Мельник. Навчався в Академії образотворчих мистецтв у Празі у професора Антоніна Лготи та в Мюнхенській академії. Мрквичка приїхав до Пловдива у 1881 році на запрошення тодішнього уряду Східної Румелії і працював учителем у гімназії Кирила і Мефодія, де співпрацював з найважливішими культурними діячами міста — Іваном Вазовим, Костянтином Величковим, Петком Каравеловим, Петкои Славейковим.
Свою першу самостійну виставку Мрквічка влаштував у 1886 році та брав участь у двох спільних виставках з Антоном Мітовим. Під час свого пловдивського періоду Мрквічка створив деякі зі своїх найвідоміших робіт: Пловдивський ринок (1883), Сакаджії (1886), Циганське гуляння (1887), Пташник (1887), Ринок у Пловдиві (1888) та інші.
У 1889 році Мрквичка оселився в Софії і був одним із засновників Національної академії мистецтв у 1896 році, але ненадовго повернувся до Пловдива в 1892 році, щоб взяти участь у спеціальній виставці в головному павільйоні Пловдивського ярмарку. Він представив там 15 картин, серед яких «Вулиця в Пловдиві» та скульптура «Болгарія— покровителька землеробства і ремесел». Він також був автором офіційної афіші виставки.
Найзначніші досягнення художника — у побутовому жанрі, хоча він працював і в історичному живописі та є автором багатьох високоякісних портретів. Один із творців тодішнього герба Болгарії та герба Софії, у 1918 році став членом Болгарської академії наук.
Одним із його учнів був болгарський художник Володимир Димитров, який навчався у нього з 1903 по 1910 роки.
Мрквичка помер у Празі 16 травня 1938 року.

## Вибрані картини

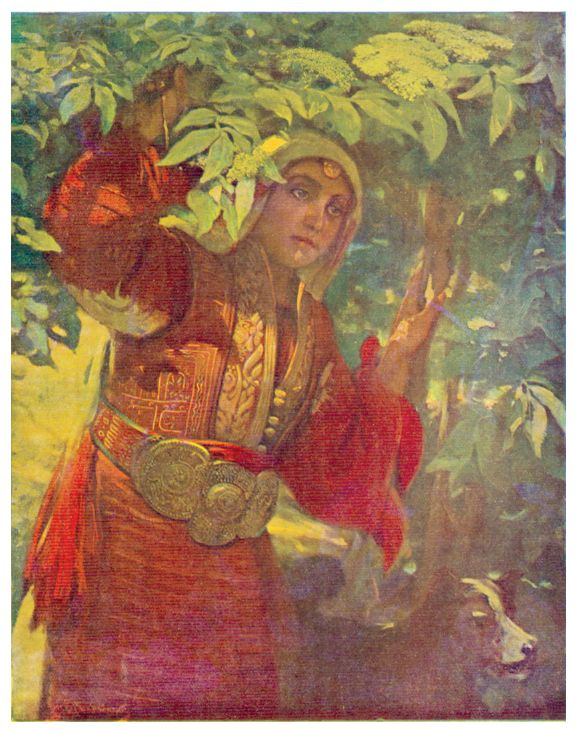
Болгарка зі Смілево (1931)
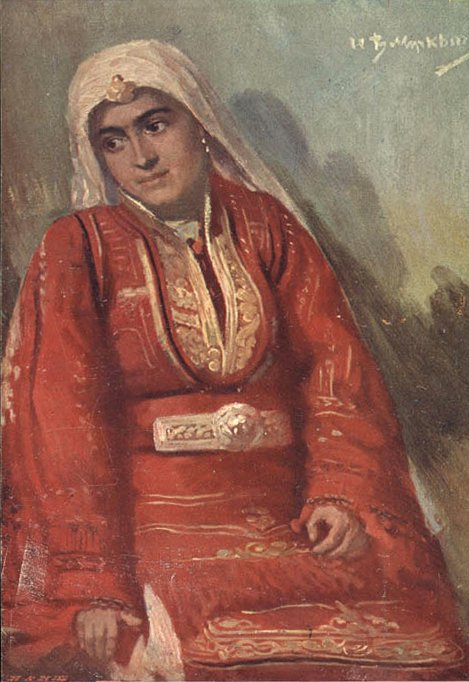
Болгарка зі Смілево (1931)
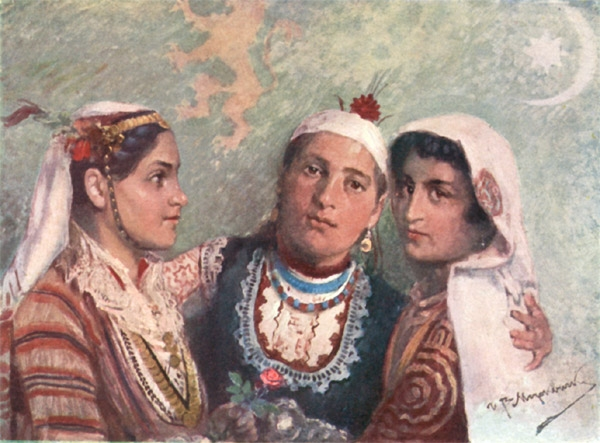
Три сестри: Мезія, Фракія та Македонія (1915)
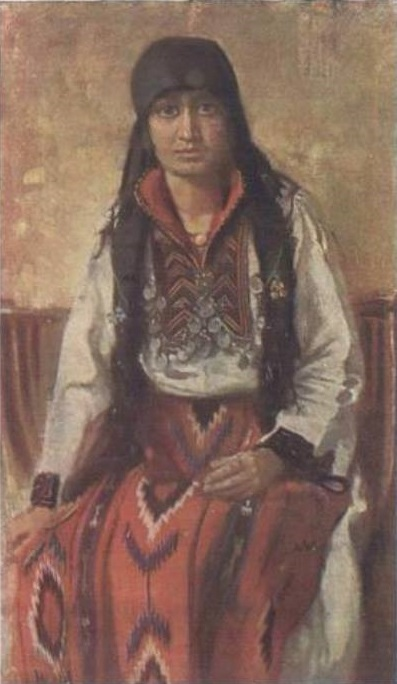
Служниця з Радибуша (1929)
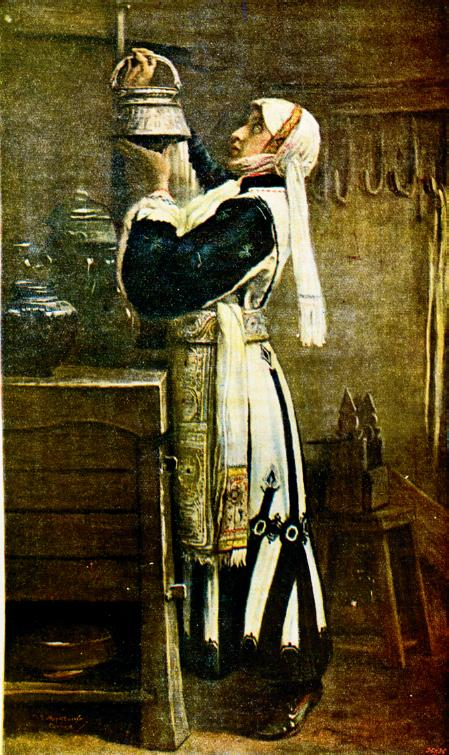
Болгарка зі Скопської Чорної Гори (1931)
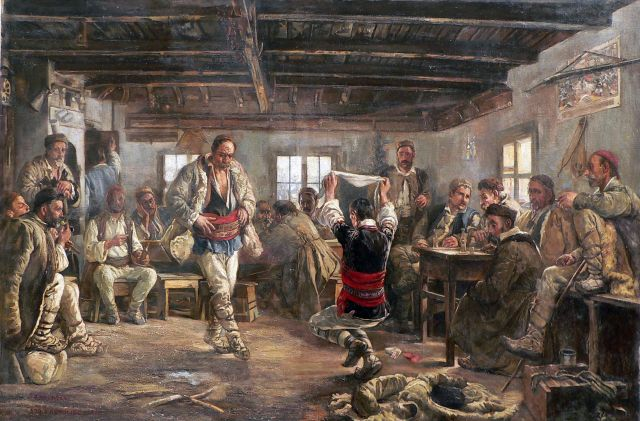
Рачениця (1894)
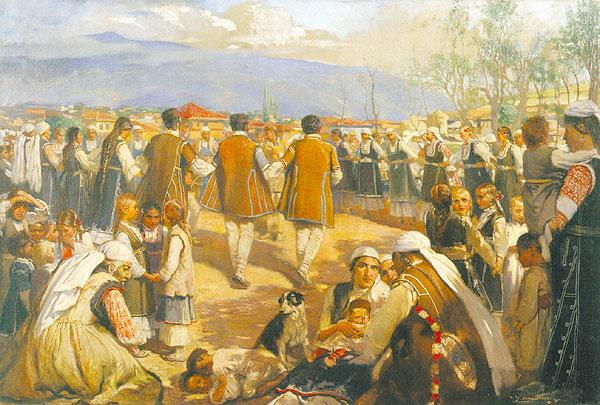
Шопське горо (1892)
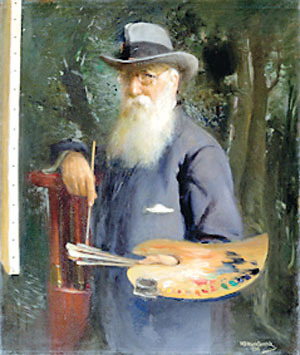
Автопортрет
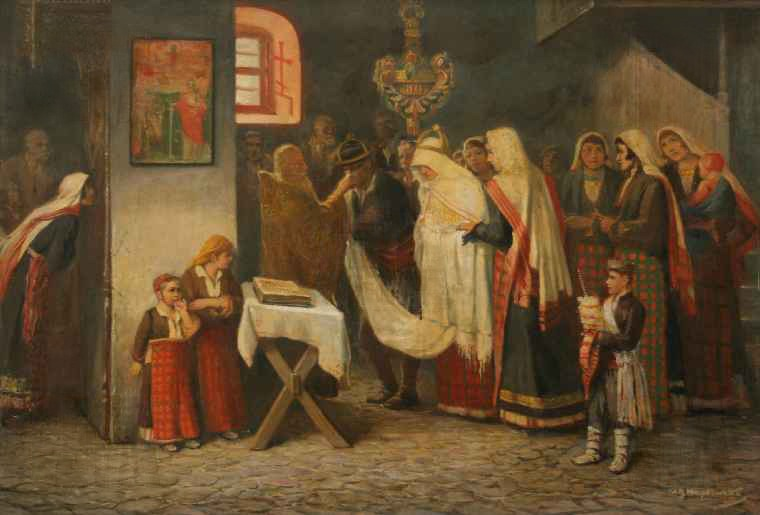
Весілля в Момчиловцях
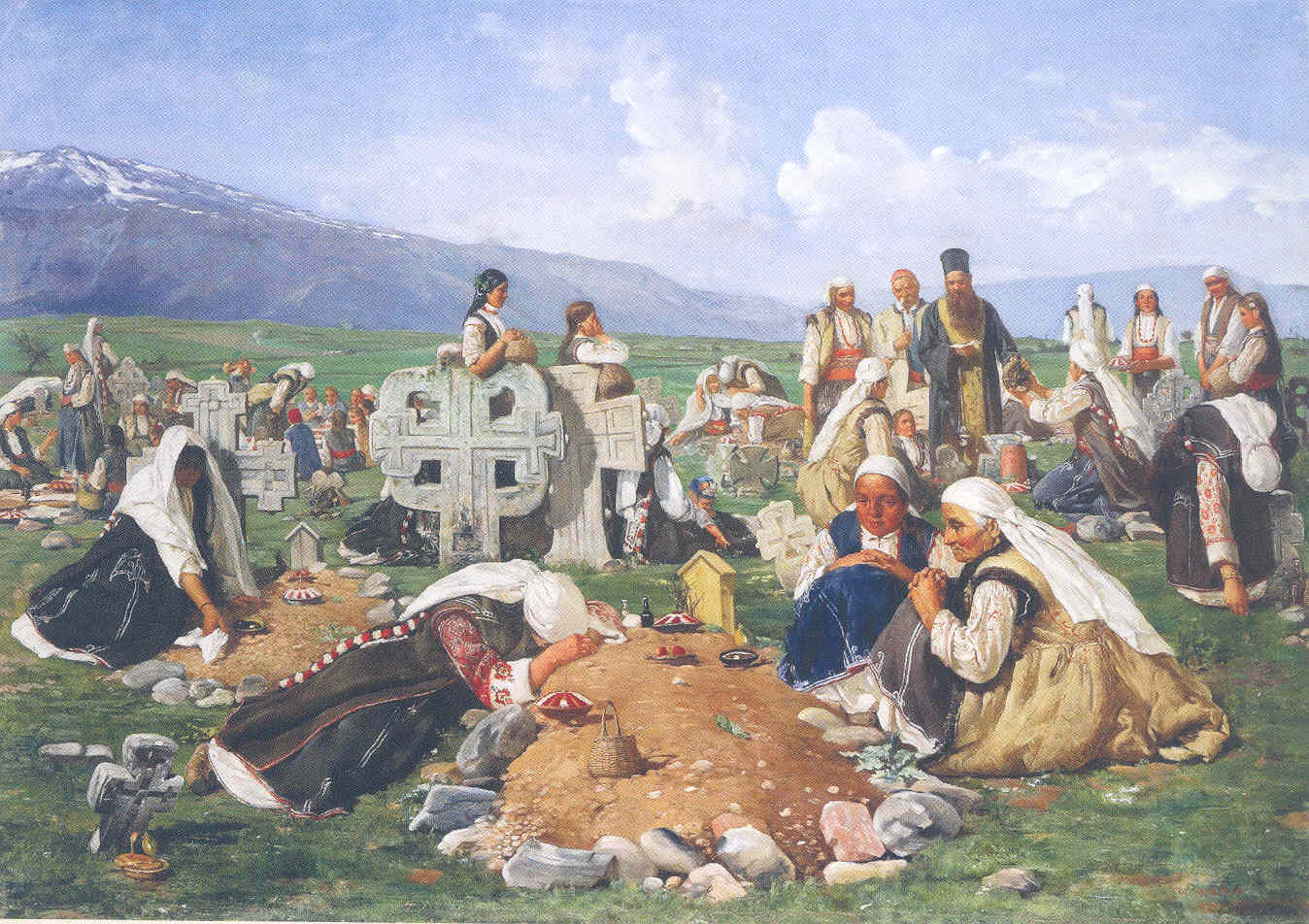
Задушниця (1890)
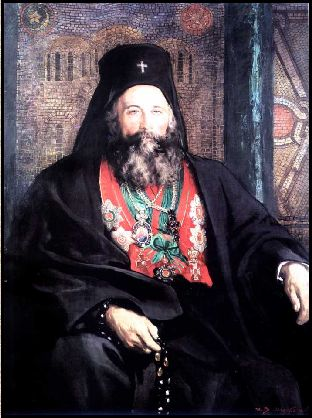
Йосип I Болгарський
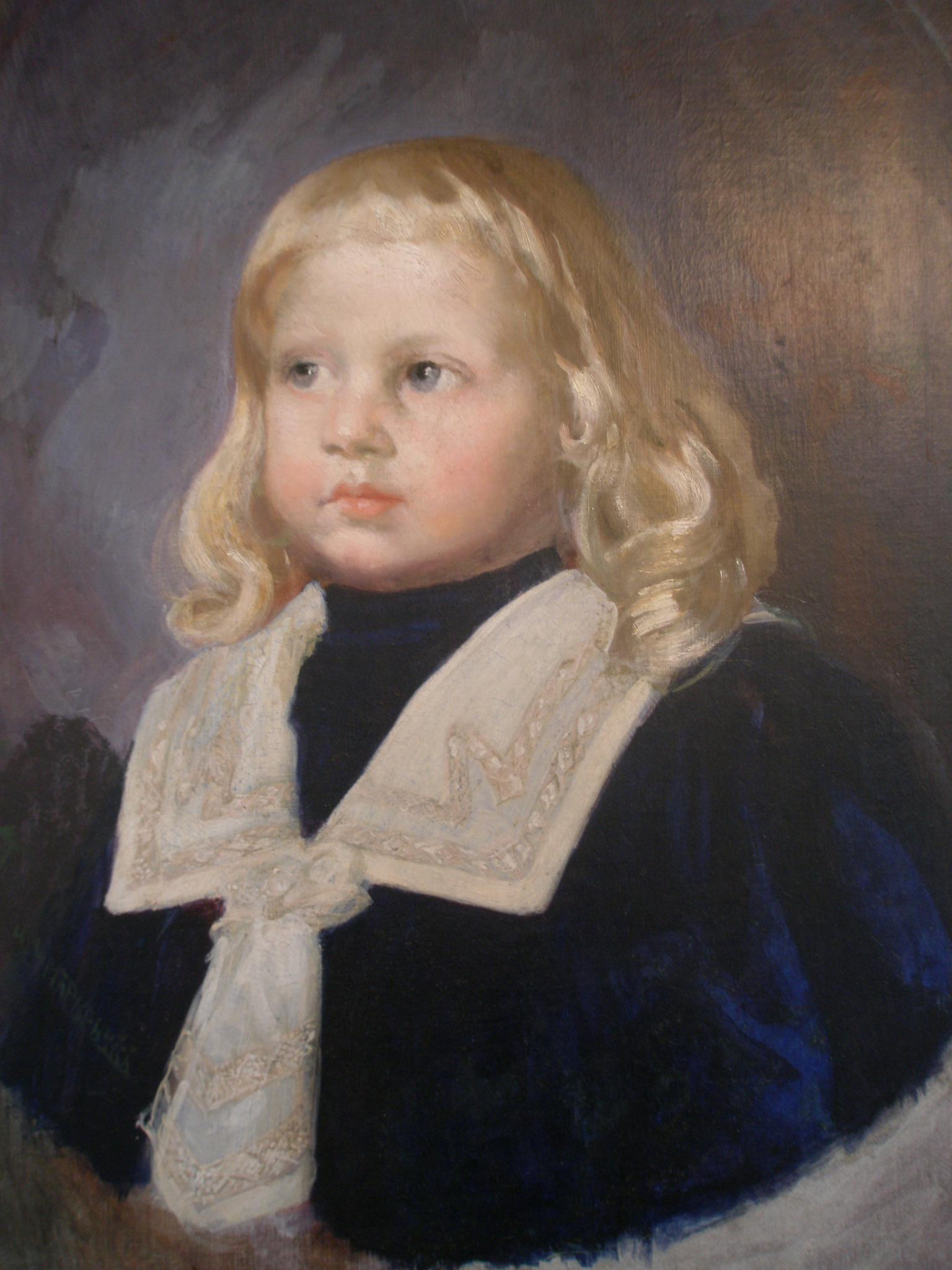
Дитячий портрет
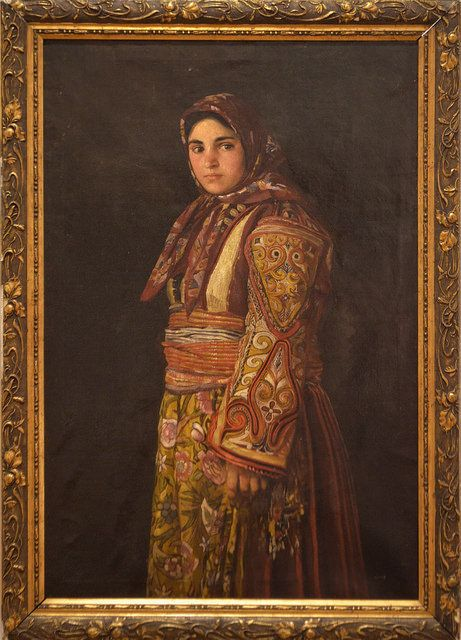
Радка Гаджиніколова в македонському костюмі
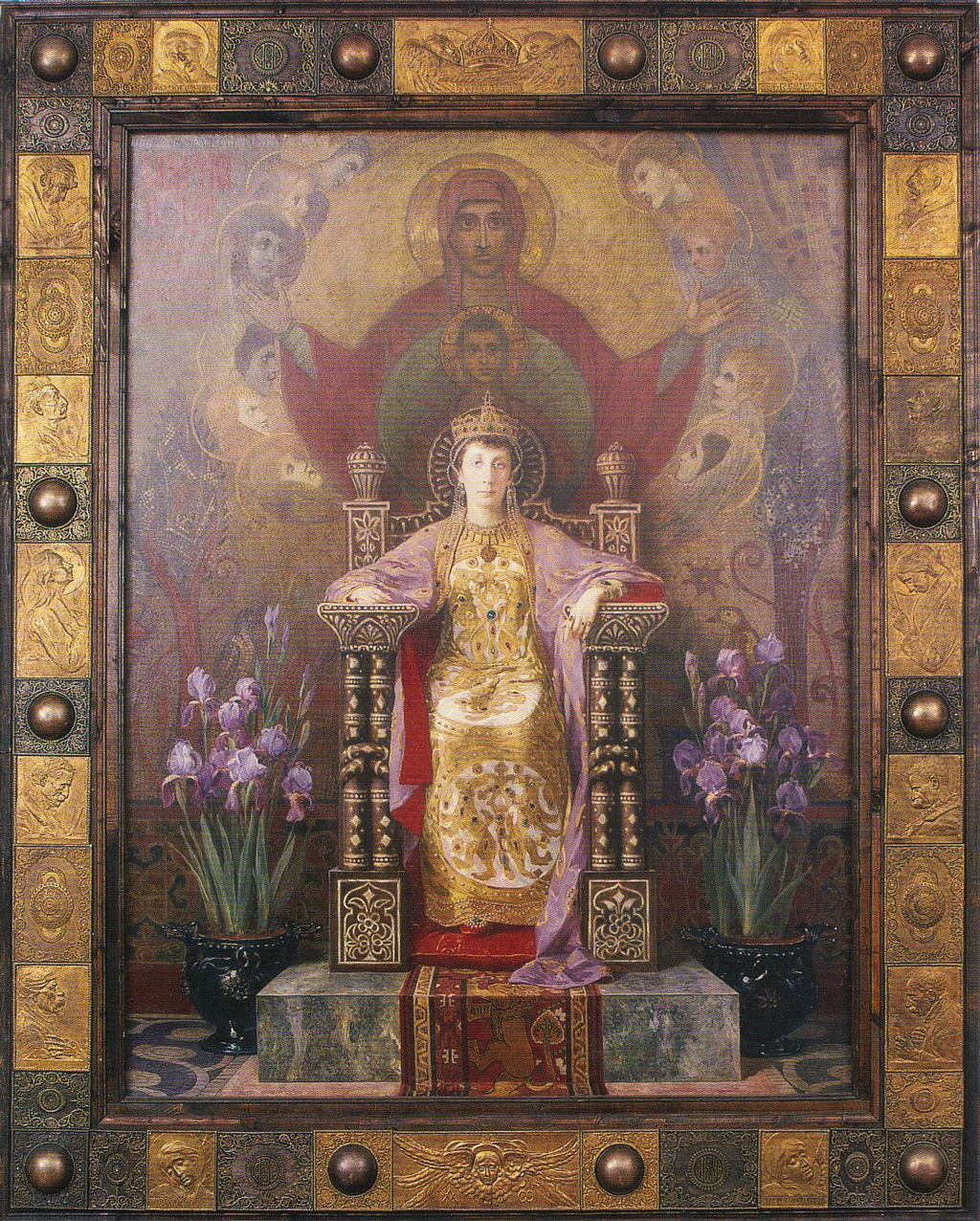
Портрет Марії Луїзи (1900)